# Globivalvulina
Globivalvulina es un género de foraminífero bentónico de la Subfamilia Biseriammininae, de la Familia Biseriamminidae, de la Superfamilia Palaeotextularioidea, del Suborden Fusulinina y del Orden Fusulinida. Su especie tipo es Valvulina bulloides. Su rango cronoestratigráfico abarca desde el Serpujoviense (Carbonífero inferior) hasta el Djulfiense (Pérmico inferior).

## Discusión
Clasificaciones más recientes incluyen Globivalvulina en la Subfamilia Globivalvulininae, de la Familia Globivalvulinidae, de la Superfamilia Globivalvulinoidea, del Suborden Endothyrina, del Orden Endothyrida, de la Subclase Fusulinana y de la Clase Fusulinata.

## Clasificación
Se han descrito numerosas especies de Globivalvulina. Entre las especies más interesantes o más conocidas destacan:
- Globivalvulina bulloides †
- Globivalvulina graeca †
- Globivalvulina vonderschmitti †

Un listado completo de las especies descritas en el género Textularia puede verse en el siguiente anexo.